# Szamosberence
Szamosberence falu Romániában, Szatmár megyében.

## Fekvése
Szatmár megyében, Szatmárnémetitől keletre, a Szamos folyó jobb partján fekvő település.

## Története
A település nevét a korabeli oklevelek 1490-ben említik először Berendmezew (Berendmező) néven.
Berendmező a Szinéri uradalom-hoz tartozott és a Meggyesi Morócz család tagjainak birtoka volt.
A 15. század végén a család kihaltával a Báthori-család-é lett, kik itt birtokrészt adtak Csomaközy Péternek, és 1624-ben Kovacsóczy Istvánnak. Tőlük gróf Rhédey Ferencz és felesége örökölte.
1664-ben a település földesurai  a berendmezői birtokot a szatmári református iskolára hagyták, azonban nem sokkal később, 1681-ben a jezsuiták elfoglalták, s az övék is maradt egészen a rend feloszlatásáig., akkor a királyi kamaráé lett nagy része, s a kamarától vásárolta meg a Berenczei és Járdánházi Kovács család.
A 19. század elején a Berenczeieken kívül több család : a báró Vécsey, gróf Teleki, báró Wesselényi, Darvay, Kacsó és Boross családoké volt..
A településen folyik keresztül a Szinérpatak, és itt ömlik a Szamosba.

## Nevezetességek
- Görögkatolikus templom – 1906-ban épült.